# 莱唐贝特朗
莱唐贝特朗（法語：L'Étang-Bertrand，法語發音：[letɑ̃ bɛʁtʁɑ̃]）是法国芒什省的一个市镇，属于瑟堡区。

## 地理
莱唐贝特朗（49°27'54"N, 1°33'46"W）面积8.74 平方千米，位于法国诺曼底大区芒什省，该省份为法国西北部沿海省份，西、北、东北三面环大西洋，东起顺时针与卡爾瓦多斯省、奧恩省、马耶讷省和伊勒-维莱讷省接壤。
与莱唐贝特朗接壤的市镇（或旧市镇、城区）包括：罗什维尔、科唐坦地区布里克贝克、马涅维尔、莫维尔、内格勒维尔。

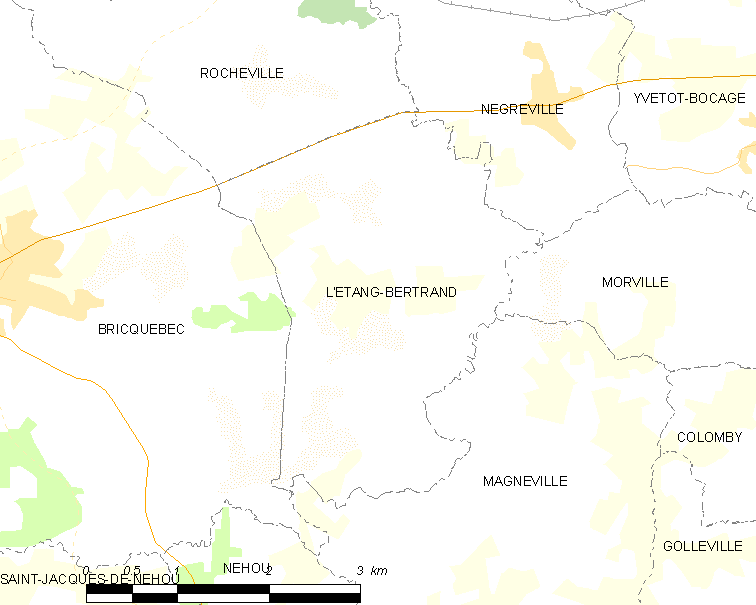
莱唐贝特朗的OSM定位图

莱唐贝特朗的时区为UTC+01:00、UTC+02:00（夏令时）。

## 行政
莱唐贝特朗的邮政编码为50260，INSEE市镇编码为50176。

## 政治
莱唐贝特朗所属的省级选区为科唐坦地区布里克贝克县。

## 人口

1962-2008年间莱唐贝特朗人口变化图示

莱唐贝特朗于2022年1月1日时的人口数量为344人。